# Via dei Fori Imperiali

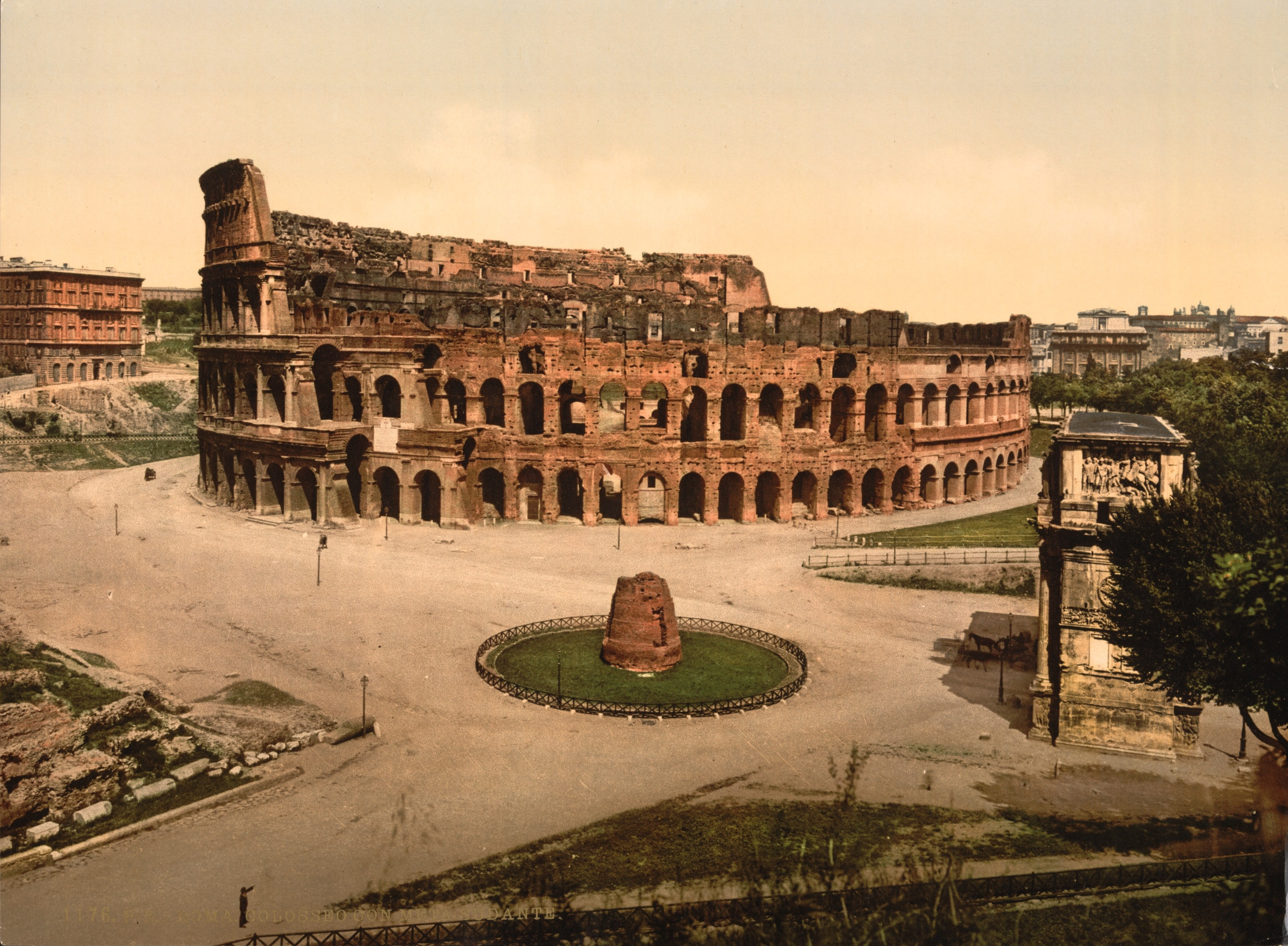
Die Gegend um das Kolosseum vor dem Bau der Via dei Fori Imperiali (1890–1900)

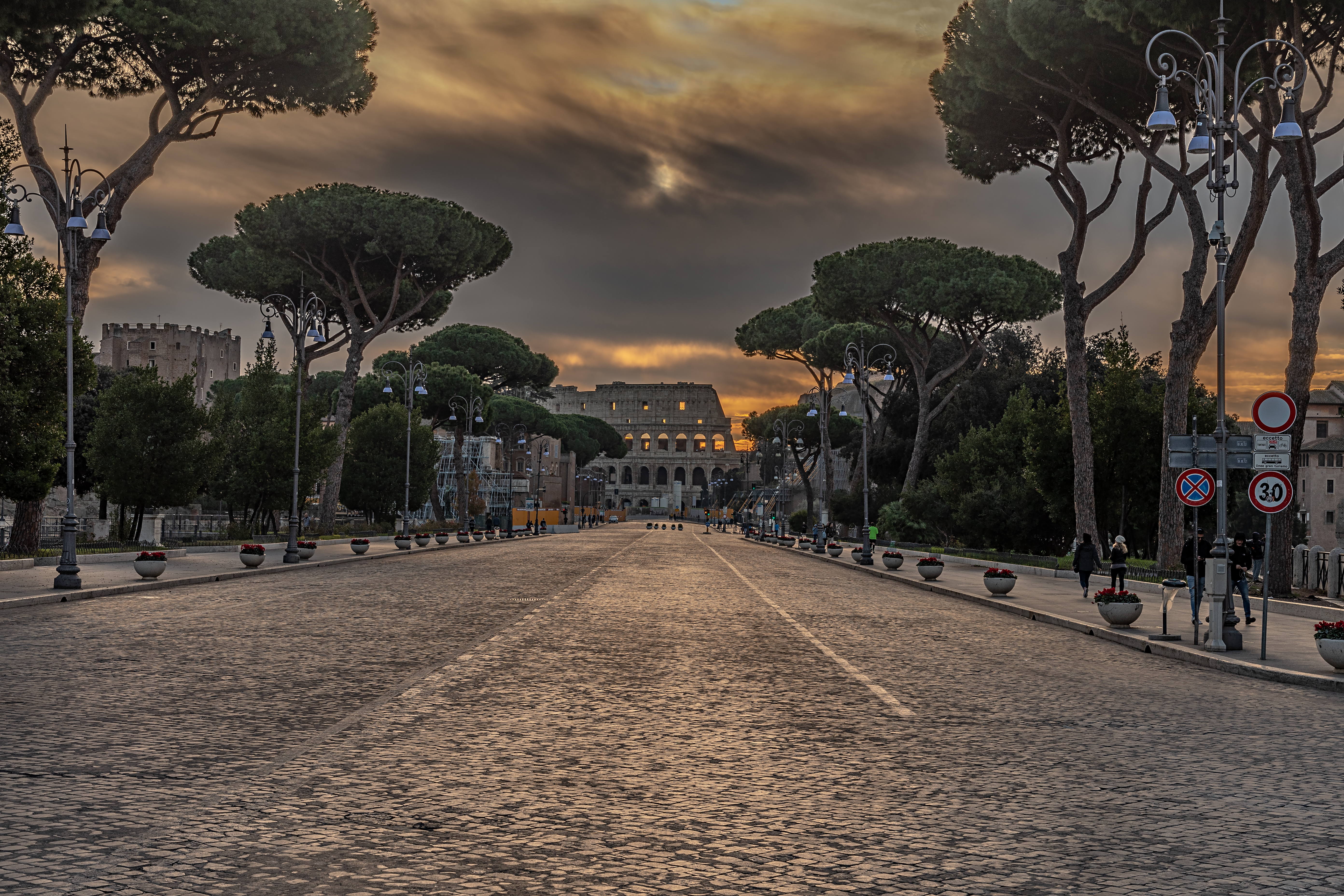
Via dei Fori Imperiali mit Blick aufs Kolosseum

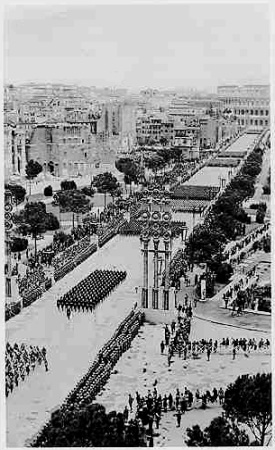
Faschistische Parade auf der Via dei Fori Imperiali

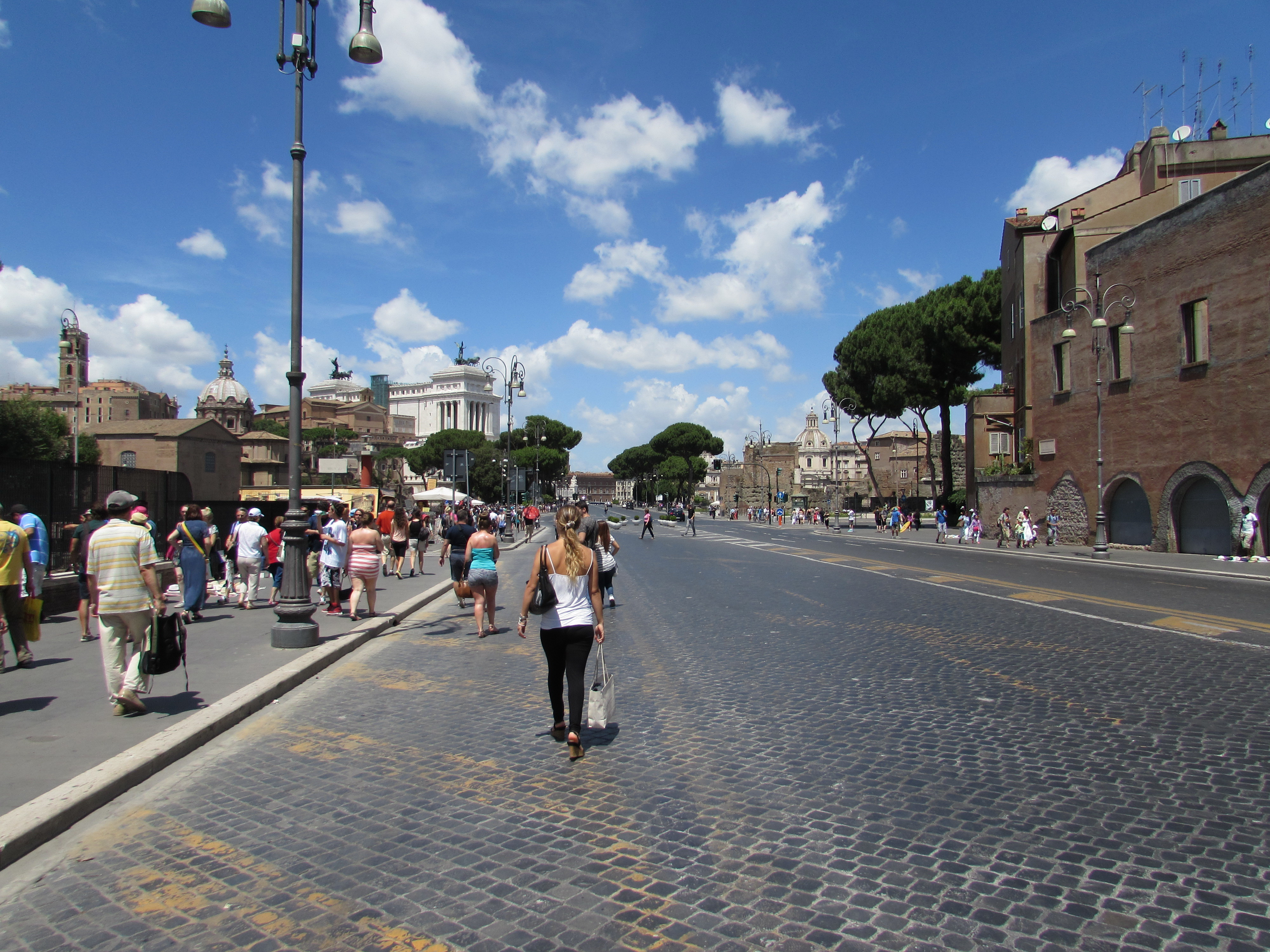
Via dei Fori Imperiali mit Blick aufs Vittoriano

Die heute Via dei Fori Imperiali („Straße der Kaiserforen“) genannte Straße wurde unter Benito Mussolini als Via dell’Impero („Straße des Reichs“) quer über die antiken Ausgrabungsstätten der Kaiserforen und der Westseite der Basilica Ulpia gelegt als Paradestraße zwischen Piazza Venezia und Kolosseum in Rom gebaut. Sie entspricht Mussolinis Grundkonzeption, die er am 31. Dezember 1925 bei der Einsetzung des römischen Gouverneurs Filippo Cremonesi aussprach: In 50 Jahren solle Rom „groß, geordnet und mächtig“ sein, und die antiken Monumente sollten, von allen Zutaten der „Jahrhunderte der Dekadenz“ befreit, „in notwendiger Einsamkeit riesenhaft werden.“ Aus dieser Sicht (in der Nachfolge Napoleons III. und seines Mitarbeiters Georges-Eugène Haussmann) wurde unter anderem zwischen dem Kolosseum und der Piazza Venezia, wo Mussolini seine Volksreden hielt, eine Sicht- und Straßenachse geöffnet, wobei allerdings der Hügel der Collina della Velia mit dem Renaissancegarten des Palazzo Rivaldi weggeräumt werden musste. Am 28. Oktober 1932 eröffnete Mussolini den neuen Straßenzug anlässlich des zehnten Jahrestages des Marsches auf Rom.
Diese bereits in den römischen Regulierungsplänen von 1873 und 1883 vorgesehene Straßenverbindung erscheint in ebener Lage unauffälliger als in den Plänen des 20. Jahrhunderts, da sie eine Führung als Viadukt vorsahen. Dem steht gegenüber, dass beim Bau (1924–32) neben zahlreichen Wohngebäuden auch wertvolle antike Relikte einfach zerstört wurden – etwa die Basis von Neros Kolossalstatue und die Meta Sudans, der Rest einer antiken Brunnenanlage. Anfang der 1980er Jahre versuchten linke Stadtverwaltungen Roms, die als Aufmarschstraße der faschistischen Bataillone bekannte ehemalige Via dell’Impero zu sperren oder sogar abzubauen. In den 1990er-Jahren wurden die für Mussolinis Straßenbau zugeschütteten Kaiserforen wieder ausgegraben und die Straße verschmälert. Bei diesen Arbeiten wurden die Grünanlagen zwischen der Straße und den Kaiserforen erheblich verkleinert. Zu einer Neugestaltung wird der Bau der Linea C der Metropolitana führen, der bereits teilweise Absperrungen, Aufbrüche und Arbeiten im Untergrund notwendig macht.
Auf Initiative des Bürgermeisters Ignazio Marino wurde die Via dei Fori Imperiali ab dem 3. August 2013 zwischen dem Largo Corrado Ricci und dem Kolosseum für den Privatverkehr gesperrt. Für den öffentlichen Verkehr und Taxis bleibt die Straße aber werktags weiterhin offen. Marino erklärte es zu seinem Ziel, die Straße innerhalb von fünf Jahren komplett in eine Fußgängerzone umzuwandeln.